# Isoetes malinverniana
Isoetes malinverniana är en kärlväxtart som beskrevs av Cesati och De Not.. Isoetes malinverniana ingår i släktet braxengräs, och familjen Isoetaceae. Inga underarter finns listade i Catalogue of Life.